# Ronald March
Pour les articles homonymes, voir Ronald et March.
Ronald March, né le 24 juillet 1993 à Phoenix dans l'Arizona, est un joueur américain de basket-ball évoluant aux postes d'arrière et d'ailier.

## Biographie

### Carrière universitaire
Entre 2011 et 2013, il joue pour les Huskies de Houston Baptist (en).
Entre 2013 et 2014, il joue au Glendale Community College (en).
Entre 2014 et 2016, il joue au Philander Smith College (en).

### Carrière professionnelle

#### Delhi Capitals (2016-2017)
En 2016, il signe son premier contrat professionnel en Inde avec le Delhi Capitals (en).

#### Grengewald Ostert (2017-2018)
Durant l'été 2017, il part au Luxembourg et signe avec le Grengewald Ostert en deuxième division du championnat luxembourgeois.

#### Vevey Riviera Basket (2018-2019)
Durant l'été 2018, il part en Suisse et signe avec le Vevey Riviera.

#### Aix Maurienne Savoie Basket (2019-2020)
Le 17 juin 2019, il part en France et signe avec le Aix Maurienne Savoie Basket qui évolue en deuxième division du championnat français.

#### Chorale Roanne Basket (depuis 2020)
Le 15 juin 2020, il rejoint la Chorale Roanne Basket, un club de première division française avec une période d'essai allant jusqu'au 31 août 2020.
Le 13 avril 2021, il se blesse à la cheville gauche lors du match contre Pau-Lacq-Orthez et doit manquer le reste de la saison 2020-2021.
Le 17 juin 2021, il prolonge son contrat d'un an avec Roanne.
Le 19 mai 2023, il est élu dans l'équipe type de la saison de Betclic Élite au côté de Victor Wenbanyama. 
De plus, il finit 2e meilleur marqueur du championnat derrière Wenbanyama avec 21,4 pts de moyenne.

## Statistiques

### Universitaires
Les statistiques de Ronald March en matchs universitaires NCAA sont les suivantes :
| Saison    | Équipe               | Matchs | Titul. | Min./m | % Tir | % 3pts | % LF | Rbds/m. | Pass/m. | Int/m. | Ctr/m. | Pts/m. |
| --------- | -------------------- | ------ | ------ | ------ | ----- | ------ | ---- | ------- | ------- | ------ | ------ | ------ |
| 2011-2012 | Houston Baptist (en) | 16     | 6      | 17,6   | 44,4  | 32,7   | 60,7 | 3,00    | 0,56    | 0,88   | 0,62   | 8,06   |
| Carrière  | Carrière             | 16     | 6      | 17,6   | 44,4  | 32,7   | 60,7 | 3,00    | 0,56    | 0,88   | 0,62   | 8,06   |